# بلانش (مغنية)
إيلي ديلفاو (بالفرنسة:Ellie Delvaux ; ولدت في 10 يونيو 1999) عرفت فنياً باسم بلانش، مغنية وكاتبة اغاني بلجيكية ممثلت بلجيكا في مسابقة الأغنية الأوروبية 2017 في أوكرانيا بأغنية «أضواء المدينة» واحلت في المركز الرابع.

## روابط خارجية
- بلانش على موقع IMDb (الإنجليزية)
- بلانش على موقع ميوزك برينز (الإنجليزية)
- بلانش على موقع ديسكوغز (الإنجليزية)
- بلانش على موقع ديسكوغز (الإنجليزية)
- بلانش على موقع قاعدة بيانات الفيلم (الإنجليزية)

- الموقع الرسمي